# Contração quantitativa
Contração quantitativa (em inglês: quantitative tightening, QT) é uma ferramenta de política monetária contracionista aplicada pelos bancos centrais para diminuir a quantidade de liquidez ou oferta de moeda na economia. Um banco central implementa um aperto quantitativo reduzindo os ativos financeiros que detém no seu balanço, vendendo-os nos mercados financeiros, o que diminui os preços dos ativos e aumenta as taxas de juro.  QT é o inverso da Quantitative easing (ou QE), onde o banco central imprime dinheiro e o utiliza para comprar ativos, a fim de aumentar os preços dos ativos e estimular a economia. O QT raramente é utilizado pelos bancos centrais e só foi utilizado após períodos prolongados de estímulo do tipo put de Greenspan, onde a criação de demasiada liquidez no banco central levou a um risco de inflação descontrolada (por exemplo, 2008, 2018 e 2022).  

## Pano de fundo
A flexibilização quantitativa foi aplicada massivamente pelos principais bancos centrais para combater a Grande Recessão que começou em 2008.  As taxas prime foram reduzidas a zero; algumas taxas posteriormente entraram em território negativo. Por exemplo, para combater a inflação ultrabaixa ou a deflação causada pela crise econômica, o Banco Central Europeu, supervisionando a política monetária dos países que utilizam o euro, introduziu taxas negativas em 2014. Os bancos centrais do Japão, Dinamarca, Suécia e Suíça também estabeleceram taxas negativas. 
O principal objectivo do QT é normalizar (ou seja, aumentar) as taxas de juro, a fim de evitar o aumento da inflação, aumentando o custo de acesso ao dinheiro e reduzindo a procura de bens e serviços na economia. Como o QE antes, o QT nunca foi feito antes em grande escala e as suas consequências ainda não se materializaram e foram estudadas.  Em 2018, a Reserva Federal começou a retirar parte da dívida do seu balanço, iniciando o aperto quantitativo. Em 2019, menos de um ano após o início do QT, os bancos centrais, incluindo a Reserva Federal, encerraram o aperto quantitativo devido às condições negativas de mercado que ocorreram logo depois. 
Em Dezembro de 2021, houve relatos de que Jerome Powell, presidente da Reserva Federal, estava sob pressão para abrandar o QE e as compras de títulos garantidos por hipotecas (MBS). Isto deveu-se à forte inflação, com a leitura do IPC em Novembro de 2021 a atingir um recorde de 6,8%, de acordo com o Bureau of Labor Statistics, o nível mais elevado em 40 anos.  A Bloomberg News chamou Powell de "Chefe de Estado de Wall Street", como um reflexo de quão dominantes foram as ações de Powell sobre os preços dos ativos e quão lucrativas suas ações foram para Wall Street. 

## Efeito nos preços dos ativos
Enquanto o QE causou o aumento substancial dos preços dos ativos ao longo da última década, o QT pode causar efeitos amplamente compensadores na direção oposta.  Para mitigar o impacto da pandemia da COVID-19 no mercado financeiro, Powell aceitou a inflação dos preços dos ativos como consequência das ações políticas do Fed.   Powell foi criticado por utilizar elevados níveis de flexibilização quantitativa direta e indireta, uma vez que as avaliações atingiram níveis vistos pela última vez nos picos de bolhas anteriores.  